# Acartia discaudata
Acartia discaudata is een eenoogkreeftjessoort uit de familie van de Acartiidae. De wetenschappelijke naam van de soort is, als Dias discaudatus, voor het eerst geldig gepubliceerd in 1881 door Giesbrecht.